# Pamiętniki Carrie
Pamiętniki Carrie – (ang. The Carrie Diaries) amerykański serial młodzieżowy. Jest prequelem serialu Seks w wielkim mieście, który bazuje na serii książek pod tym samym tytułem autorstwa Candace Bushnell. Serial miał premierę 14 stycznia 2013 na The CW. 9 maja 2013 stacja przedłużyła serial o drugi sezon. 8 maja 2014 roku, stacja The CW ogłosiła anulowanie serialu The Carrie Diaries.
W Polsce serial będzie emitowany od 21 lutego 2016 roku przez Canal+ Family.

## Fabuła
Jest 1984 rok. Dla 16-letniej Carrie Bradshaw życie nie jest łatwe. Odkąd jej matka odeszła, jej młodsza siostra buntuje się bardziej niż kiedykolwiek a ich ojciec Tom jest przytłoczony, gdyż samotnie musi odpowiadać i dbać o dwie nastolatki. Przyjaciele Carrie – słodka, kujonowata Mouse, sarkastyczna Maggie oraz wrażliwy Walt – czynią jej czas znośnym, lecz życie na przedmieściach Connecticut nie trzyma jej z dala od problemów. Nawet pojawienie się nowego seksownego ucznia, Sebastiana, przypomina Carrie jedynie o tym, że spędziła całe lato w żałobie zamiast ruszyć dalej ze swoim życiem. Kiedy Tom oferuje Carrie staż w prawniczej firmie na Manhattanie, ona korzysta z tej okazji. Oczy Carrie są szeroko otwarte na styl Nowego Jorku – i kiedy spotyka Larrissę, redaktorkę magazynu Interview, jest zainspirowana kulturą oraz wyjątkowymi osobami, które tworzą świat Larrisy. Przyjaciele Carrie oraz rodzina stanowią wielkie miejsce w jej sercu, jednak pierwsza miłość jaką odnajduje to Manhattan.

## Postacie
- AnnaSophia Robb jako Carrie Bradshaw, główna bohaterka serialu. Mądra, dowcipna oraz nieco naiwna. Carrie ma jedną młodszą siostrę. Historia jest opowiadana z perspektywy Carrie gdy przechodzi przez ostatnią klasę liceum. Jej matka zmarła, zostawiając ją i siostrę pod opieką ojca.
- Austin Butler jako Sebastian Kydd, chłopak Carrie, bogaty chłopak, został wyrzucony poprzedniej szkoły za seks ze swoją nauczycielką.
- Ellen Wong jako Jill „The Mouse” Chen, najlepsza przyjaciółka Carrie. Umawia się ze studentem.
- Katie Findlay jako Maggie Landers, była dziewczyna Walta oraz najlepsza przyjaciółka Carrie. Zdradzała Walta z policjantem. Jest sarkastyczna i pewna siebie.
- Josh Salatin jako Simon Byrnes, lokalny policjant i seksualny partner Maggie.
- Stefania Owen jako Dorrit Bradshaw, problematyczna 14-letnia siostra Carrie, która ma do niej pretensje, że było jej dane spędzić więcej czasu z ich zmarłą matką.
- Brendan Dooling jako Walt Reynolds, jest jednym z przyjaciół Carrie. Były chłopak Maggie. Skryty homoseksualista, lecz później nabiera wątpliwości co do swojej orientacji. Nie wie, że Maggie zdradzała go kiedyś z policjantem.
- Chloe Bridges jako Donna LaDonna, najpopularniejsza dziewczyna w szkole oraz ambitna modelka. Zależy jej na Sebastianie, ale umawiała się z Waltem.
- Freema Agyeman jako Larissa Loughton, jest mentorką Carrie. Jest stylistką magazynu „Interview”. Lubi imprezować i ma brytyjski akcent.
- Matt Letscher jako Tom Bradshaw, wdowiec i nadopiekuńczy ojciec Carrie.
- Whitney Vance i Alexandra Miller jako Jen i Jen, przyjaciółki Donny LaDonny.
- Lindsey Gort[5] jako Samantha Jones[6][7][8], kuzynka Donny oraz przyjaciółka Carrie. Starsza od niej, ale też najbardziej odważna i otwarta. Nigdy nie wstydziła się swojej seksualności. Naturalnie, jest też fanką związków na jedną noc
- Jack Robinson jako Bennet Wilcox[8], to gej i przyjaciel Walta. Został wylany z Interview Magazine tuż po tym jak zerwał z Waltem.

## Odcinki
| Seria | Odcinki | Premiera serii | Finał serii |
| ----- | ------- | -------------- | ----------- |
| 1     | 13      | 14.01.2013     | 08.04.2013  |
| 2     | 13      | 25.10.2013     | 31.01.2014  |